# Rawatbhata
Rawatbhata é uma cidade e uma municipality no distrito de Chittaurgarh, no estado indiano de Rajasthan.

## Geografia
Rawatbhata está localizada a 24° 56′ N, 75° 35′ L. Tem uma altitude média de 325 metros (1066 pés).

## Demografia
Segundo o censo de 2001, Rawatbhata tinha uma população de 34,677 habitantes. Os indivíduos do sexo masculino constituem 53% da população e os do sexo feminino 47%. Rawatbhata tem uma taxa de literacia de 72%, superior à média nacional de 59.5%: a literacia no sexo masculino é de 79% e no sexo feminino é de 65%. Em Rawatbhata, 14% da população está abaixo dos 6 anos de idade.